# Notopais minya
Notopais minya là một loài chân đều trong họ Munnopsidae. Loài này được Merrin miêu tả khoa học năm 2004.